# Judith von Bethulien
Judith von Bethulien ist ein US-amerikanischer Monumental-Stummfilm aus dem Jahre 1914 von David Wark Griffith mit Blanche Sweet in der Titelrolle und Henry B. Walthall als ihr Widersacher Holofernes. Der Film basiert auf dem 1862 veröffentlichten Theaterstück Judith of Bethulia von Thomas Bailey Aldrich.

## Handlung

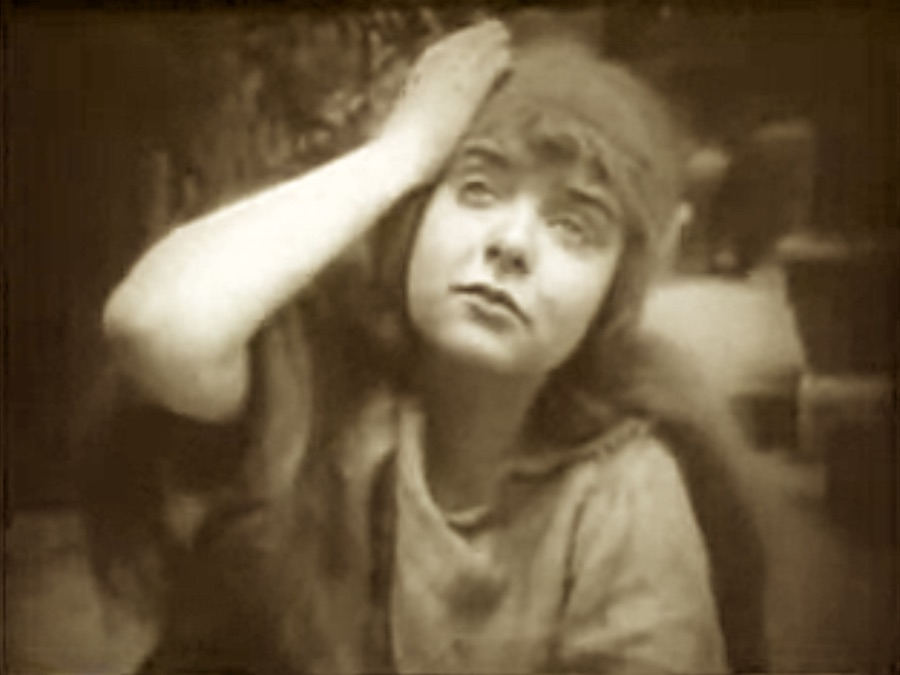
Blanche Sweet als Judith

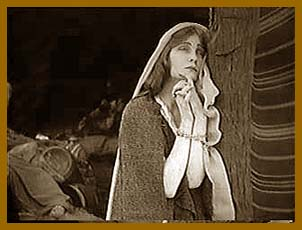
Mae Marsh als Naomi

Die Geschichte ist dem alttestamentlichen Buch Judith entnommen.
Die assyrischen Truppen König Nebukadnezars belagern die jüdische Stadt Bethulien und beschießen sie von allen Seiten mit größter Heftigkeit. Die Bevölkerung fürchtet nichts mehr als die gnadenlose Gewalt der Angreifer und ist allmählich vom stetigen Beschuss und dem zunehmenden Hunger regelrecht zermürbt. Dennoch hält sich der Widerstand, und die Stadtmauern zerbersten nicht. Bethuliens in Gefangenschaft geratene Offiziere müssen durch die Männer des kommandierenden, brutalen Generals Holofernes grausame Folterqualen erleiden. Nach 40 Tagen scheinen die Belagerten mit ihrem Willen zum Widerstand am Ende.
Da ersinnt die Witwe Judith, von einer Vision getrieben, einen Plan, den verheerenden Krieg mit einer List auf ihre Weise zu beenden. Die junge Frau verkleidet sich als tanzendes Haremsmädchen und begibt sich, nur von einem Haussklaven begleitet, in das feindliche Lager. Hier, in der Höhle des Löwen, bittet sie um eine Audienz bei Holofernes. Im Zelt umgarnt sie den ihren Versuchungen rasch erliegenden Feldherrn nach allen Regeln weiblicher Verführungskunst. Von ihren Betörungen und dem in Strömen fließenden Wein regelrecht vernebelt, fällt Holofernes in einen rauschhaften Schlaf, währenddessen Judith ihm den Kopf mit einem Hieb abschlägt. So kehrt sie zu den Ihren zurück und wird, als daraufhin das assyrische Heer geschockt und im wahrsten Sinne des Wortes nunmehr kopflos abzieht, als Heldin gefeiert.

## Produktionsnotizen
Judith von Bethulien gilt als einer der ersten Monumentalfilme Hollywoods und ist zugleich D. W. Griffiths erste Großinszenierung. Die Dreharbeiten fanden von November 1912 bis März 1913 statt, die Herstellungskosten lagen bei 40.000 $. Die Erstaufführung in den USA ist für den 8. März 1914 dokumentiert, angeblich soll der Film aber bereits am 29. Januar 1914 in den Kammerlichtspielen am Potsdamer Platz (Berlin) erstmals gezeigt worden sein. Hier besaß er 41 Zwischentitel. Eine Fülle deutscher Fachpublikationen und Tageszeitungen (u. a. Der Kinematograph, Die Lichtbild-Bühne, das Hamburger Fremdenblatt, die Kinobriefe, der Berliner Börsen-Courier, die Deutsche Kino-Rundschau) widmeten sich 1914 diesem Filmereignis. Ebenfalls für 1914 sind Aufführungen in Spanien und Österreich-Ungarn dokumentiert. Im Januar 1920 wurde Judith von Bethulien erneut in die deutschen Kinos (Berliner Sportpalast) gebracht.
In tragenden Nebenrollen wirken in Judith von Bethulien weitere Griffith-Stars wie Mae Marsh, Robert Harron sowie die beiden Gish-Schwestern Lillian und Dorothy mit. Aus unerfindlichen Gründen wurde Hauptdarstellerin Blanche Sweet in der deutschen und österreichischen Fassung von 1914 zu „Daphne Wayne“ umetikettiert. Walthall wurde als „Maurice Barrymore“ angekündigt.
Der Film war der erste US-amerikanische Vierakter und Griffiths „bislang aufwendigstes Projekt“. Nach der Fertigstellung dieses Monumentalstreifens verließ Griffith 1913 seinen bisherigen Arbeitgeber American Mutoscope and Biograph Company, machte sich selbstständig und begann noch im selben Jahr mit den Dreharbeiten zu seinem bekanntesten und aufwendigsten Frühwerk, Die Geburt einer Nation, das erst 1915 in die amerikanischen Kinos kommen sollte.

## Kritiken
„‚Judith von Bethulien‘ ist ein ungeheures Dichtwerk mit einer Feinfühligkeit und Größe gemacht und mit einer geschichtlichen Treue wiedergegeben. Das alte Judäa, das Leben und Beginnen seiner Menschen ist in Einzelheiten geschildert, wie sie uns das Buch, die Ueberliefung und die Phantasie auch nicht im entferntesten Maße übermitteln. Ganz neue Reize und nie geahnte Eindrücke erhalten wie aus dem lebenden Bilde der ‚Judith von Bethulien‘. Die Kampfesweise der Alten, die Belagerung Bethuliens, die Hungersnot und die auf der Bevölkerung lastende Einschließung, aber auch das morgenländisch sinnliche Lagerleben des Holofernes, die bestrickenden reizvollen Tänze der Tänzerinnen vom Tempel Nin sind in stilgerechter und einzigartiger Weise gezeichnet. Die Gestalt des Holfernes, ein Zwitterding zwischen wilden Tyrannen und großmütiger Güte, ist herrlich geschildert […] Das Hauptinteresse bewegt sich aber um die Figur der Judith… Sie fesselt vom ersten Moment durch ausgeglichene Schönheit und sympathisches Wesen. […] Der Kampf des verliebten Weibes und dem, welches ein Volk befreien will, seine Person dem Wohle der Mitmenschen opfert, ist in herrlicher Form gespielt. […] Die Inszenierung dieses Kolossalwerkes ist eine Meisterhafte. Bis ins Kleinste ausgeklügelt, bietet sie wahrhaft großartige Leistungen. Dadurch wird der Film zu einem Schauspiele von ganz sensationellem Wert, dem jeder Hauch der gewöhnlichen Kinodramen-Sentimentalität fehlt, in dem aber die große Kunst vorherrscht und der ein Stück Kulturgeschichte ist.“

„‚Quo Vadis‘ und ‚Cabiria‘ hatten Amerika Geschmack an den großen Inszenierungen finden lassen; es dauerte nicht lange, bis de Mille sich in diesem Genre spezialisierte. Und der romanische Einfluß bestimmte auch Griffith, ‚Judith of Bethulia‘ (Judith von Bethulien) und dann ‚Birth of a Nation‘ (Geburt einer Nation) zu drehen.“

„Der Film ist eine straff konstruierte Wiedergabe der biblischen Geschichte von Judith und Holofernes und wird in vier verschiedenen Episoden erzählt. Die gewaltige Überziehung des Budgets, die dieser Film erforderte, führte zum Bruch mit der Biograph.“

„Semi-biblisches Melodram in Griffiths viktorianischstem Stil.“